# Łokieć
Łokieć war die polnische Elle. Sie galt neben den verbindlichen russischen Maßen im Freistaat Krakau und im Königreich Polen, wurde aber im Außenhandel benutzt. Seit 1. März 1849 sind streng gesetzlich die russischen Maße (Petersburger Maße) für das Königreich Polen eingeführt worden. Trotzdem waren die alten polnischen Maße noch in Anwendung.
- 1 Łokieć = 2 Stopa (Fuß) = 4 Ćwierć (Viertel) oder Zwierei[1]  = 24 Cal (Zoll) = 288 Linia = 576 Millimeter
- Freistaat Krakau 1 Łokieć = 273 ½ Pariser Linien = 616 Millimeter
- Königreich 1 Łokieć = 255 ⅓ Pariser Linien = 576 Millimeter